# Милияна Каймакамова
Милияна Василева Каймакамова е български историк, медиевист, професор в Софийски университет „Св. Климент Охридски“.

## Биография
Родена е на 22 януари 1951 г. в Смолян в семейството на актьора от Родопския драматичен театър Васил Каймакамов. През 1973 г. завършва история в Софийския университет. В периода 1972 – 1979 г. е асистент по средновековна българска история в Историческия факултет на Софийския университет. През 1979 г. защитава дисертация на тема „Историко-летописната традиция в средновековна България – VІІ- ХІІ в“, присъдена ѝ е научна степен доктор по история. От същата година е главен асистент по средновековна българска история. През 1984 г. специализира в Прага, 1986 и 2002 г. – в Гърция, 1987 г. – в Париж, 1988 г. – в Рим, 2002 г. – в Кьолн. През 1985 г. ѝ е присъдено научното звание доцент, хабилитира се с труда си „Българската кратка хроника в среднобългарския превод на Манасиевата хроника“. През 1999 – 2003 г. е заместник-декан на Историческия факултет. В периода 1984 – 1993 г. чете лекции и в Югозападния университет. Преподава и във филиала на Пловдивския университет в Смолян. През 2011 г. е избрана за професор.
Преподава история на средновековна България, духовна култура на средновековна България, българска средновековна историопис, българско изворознание, ч.І

## Научни публикации
Научните приноси на Милияна Каймакамова са главно в историческата историопис на средновековната българска история. Най-важните от тях са:
- Старобългарското историко-летописно творчество от средата на ІХ до началото на ХІ в. //  Годишник на Софийския университет "Климент Охридски" – Исторически факултет 79.   1982. с. 35 – 92.
- Българска средновековна историопис (монография) София, 1990.
- Историографската стойност на Български апокрифен летопис – В: Civitas Divino-Humana. In honorem annorum LX Georgi Bakalov. С., 2004, с. 417 – 441 (студия).
- Образуването на българската държава в българската средновековна историопис. – В: Тангра. Сборник в чест на 70-годишнината на акад. Васил Гюзелев. С., 2006, 59 – 87.